# Asterales
Asterales es un orden de plantas dicotiledóneas que incluye la gran familia Asteraceae (o Compositae) conocida por sus flores compuestas de floretes, y diez familias relacionadas con las Asteraceae. Mientras que las asteridáceas en general se caracterizan por tener pétalos fusionados, las flores compuestas que consisten en muchos floretes crean la falsa apariencia de pétalos separados (como se encuentran en las rosidáceas).
El orden es cosmopolita (las plantas se encuentran en la mayor parte del mundo, incluidas las zonas desérticas y frígidas), e incluye sobre todo especies de herbáceas tales como la familia de las asteráceas (girasoles y margaritas), aunque también hay un pequeño número de árboles (como la Lobelia deckenii, la lobelia gigante, y el Dendrosenecio, el suelo gigante) y arbustos.
Los asterales son organismos que parecen haber evolucionado a partir de un ancestro común. Los asterales comparten características a nivel morfológico y bioquímico. Las Sinapomorfías (carácter que comparten dos o más grupos por desarrollo evolutivo) incluyen la presencia en las plantas de oligosacáridos inulina, una molécula de almacenamiento de nutrientes utilizada en lugar del almidón; y una morfología única de estambre. Los estambres se encuentran generalmente alrededor del estilo, ya sea agregados densamente o fusionados en un tubo, probablemente una adaptación en asociación con la polinización de émbolo (cepillo; o secundaria) que es común entre las familias del orden, en la que el polen se recoge y almacena en la longitud del pistilo.

## Taxonomía

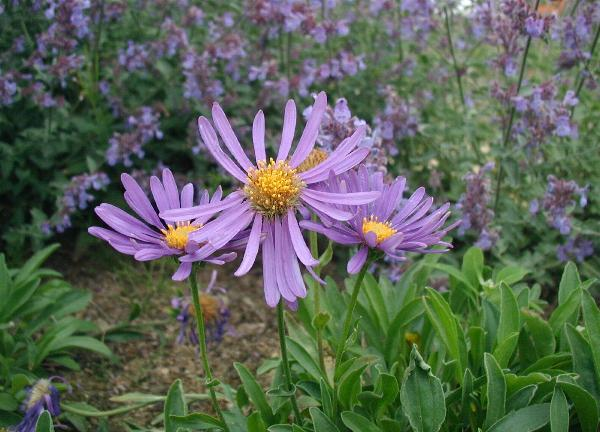
Aster - alpinus, Asterales

El nombre y el orden Asterales son venerables desde el punto de vista botánico, ya que se remontan al menos a 1926 en el sistema Hutchinson de taxonomía de plantas, cuando contenía sólo cinco familias, de las cuales sólo dos se conservan en la clasificación APG III. Bajo el sistema Cronquist de clasificación taxonómica de las plantas con flores, Asteraceae era la única familia del grupo, pero los sistemas más recientes (como el APG II y el APG III) lo han ampliado a 11. En el sistema de clasificación de Dahlgren las Asterales estaban en el superorden Asteriflorae (también llamado Asteranae).
El orden Asterales incluye actualmente 11 familias, de las cuales las más grandes son las Asteraceae, con unas 25.000 especies, y las Campanulaceae ("campanillas"), con unas 2.000 especies. Las demás familias suman menos de 1.500 especies. Las dos grandes familias son cosmopolitas, y muchas de sus especies se encuentran en el hemisferio norte, mientras que las familias más pequeñas suelen limitarse a Australia y zonas adyacentes, o a veces a Sudamérica.
Sólo las Asteraceae tienen cabezas florales compuestas; las otras familias no, pero comparten otras características, como el almacenamiento de inulina, que definen a las 11 familias como más estrechamente relacionadas entre sí que con otras familias u órdenes de plantas, como los rosidos.
El árbol filogenético según el APG III para el clado de los Campanúlidos es el siguiente.

### Clasificación filogenética
```
                    _____________ 
Rousseaceae

                    |
  _________________|_____________ 
Campanulaceae

  |                 |
  |                 |_____________ 
Pentaphragmataceae
 

  |
  |                  ____________ 
Alseuosmiaceae

  |                  |
  |            _____|____________ 
Phellinaceae

  |            |     |
  |____________|     |____________ 
Argophyllaceae
 

  |            |
  |            |__________________ 
Stylidiaceae

  |
  |_______________________________ 
Menyanthaceae

  |
  |_______________________________ 
Goodeniaceae

__|
  |_______________________________ 
Calyceraceae

  |
  |_______________________________ 
Asteraceae
```

## Descripción
Las especies de este orden son en su mayoría anuales o perennes herbáceas; sin embargo, también están presentes algunas especies arbustivas y algunas arbóreas. Varias familias contienen inulina.
Las hojas a lo largo del tallo en la mayoría están dispuestas de forma alterna y carecen de estípulas. Pueden ser pecioladas o sésiles. La lámina es entera (simple) o lobulada-pinnada (compuesta) con márgenes enteros y dentados.
La Inflorescencia puede ser solitaria (escapo) o estar formada por muchas flores agregadas de maneras diferentes, ya sean axilares o terminales. A menudo forman flores tubulosas protegidos por varias brácteas (formando un involucro) dentro de la cual una receptáculo forma la base de las flores de dos tipos: Flor exterior ligulosa y flor interior  tubular (Asteraceae).
Las flores son normalmente hermafroditas y tetracíclicas (con los cuatro verticilos básicos de las Angiospermas: cáliz - corona - androceo - gineceo); en la mayoría de los casos también son pentámeros (cada verticilo tiene cinco elementos). La variación del número de órganos por verticilo es un carácter taxonómico útil para distinguir una familia de otra. La simetría de las flores puede ser actinomórfica (flores tubulares) o zigomórfica (flores liguladas). Además, las flores liguladas pueden ser bilabiadas. Algunas familias (Campanulaceae y Stylidiaceae) presentan el carácter de resupinación.
Cáliz: los sépalos del cáliz están normalmente fusionados (no en las familias Alseuosmiaceae y Menyanthaceae) o en las Asteraceae están reducidos a una corona de escamas y son sustituidos por un vilano de estructura variable con la función de facilitar la dispersión de las semillas.
Corola: los pétalos de la corola son libres sólo en las Carpodetoideae (subfamilia de la familia Rousseaceae), las Phellinaceae y en algunos casos en las Argophyllaceae, las Pentaphragmataceae y la subfamilia Donatioideae (familia Stylidiaceae); por lo demás están fusionados al menos en la base.
Androceo: El androceo es normalmente isomérico con el cáliz y la corola, y los estambres se disponen alternativamente con los pétalos. Sólo en la familia Stylidiaceae el número de estambres se limita a dos o tres y forman con el gineceo un ginostemo. De lo contrario, los estambres pueden o no estar insertados en la corola. Las anteras  tienen cuatro esporangios, basifijas y normalmente introrsas. En las Asteraceae las anteras forman un manguito que rodea el estilo. El polen es mayoritariamente tricolpado, pero hay pólenes colpados o porados con diferente número de aberturas.
Gineceo: el ovario es normalmente inferior con uno o más lóculos derivados de dos carpelos sincarpelos. Un ovario superior está presente en las Carpodetoideae (subfamilia de la familia Rousseaceae) y en algunas especies de las Goodeniaceae y las Campanulaceae; también es superior en las Phellinaceae y las Menyanthaceae. Los Óvulos son normalmente anátropos con endospermo. El estilo es simple, con uno o dos estigmas.
Los frutas son cápsulas o aquenos, raramente bayas o drupas. En algunas familias (Asteraceae) se da un vilano. Las semillas contienen dos cotiledones.

## Evolución

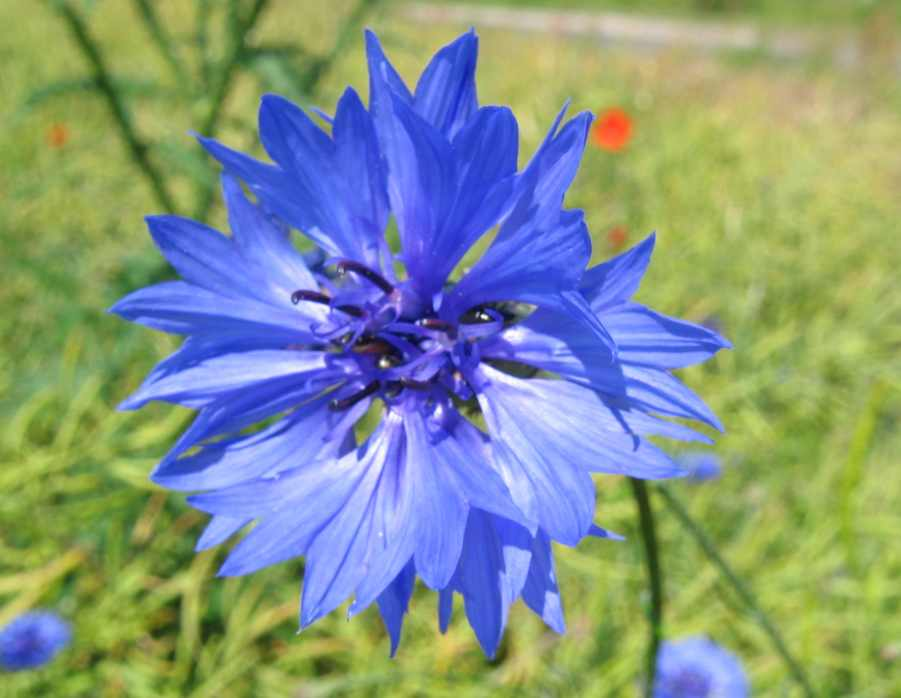
Centaurea cyanus.

Aunque la mayoría de las especies existentes de Asteraceae son herbáceas, el examen de los miembros basales de la familia sugiere que el ancestro común de la familia fue una planta arborescente, un árbol o arbusto, quizás adaptado a condiciones secas, que irradió desde Sudamérica. Se puede decir menos sobre las Asterales en sí con certeza, aunque como varias familias de Asterales contienen árboles, lo más probable es que el miembro ancestral haya sido un árbol o un arbusto.
Dado que todos los clados están representados en el hemisferio sur, pero muchos no en el hemisferio norte, es natural conjeturar que tienen un origen meridional común. Las Asterales son angiospermas, plantas con flores que aparecieron hace unos 140 millones de años. El orden Asterales se originó probablemente en el Cretácico (145 - 66 Ma) en el supercontinente Gondwana que se rompió entre 184 y 80 Mya, formando la zona que hoy es Australia, Sudamérica, África, India y la Antártida.
Las Asterales contienen alrededor del 14% de la diversidad de eudicotas. A partir de un análisis de las relaciones y diversidades dentro de las Asterales y con sus superórdenes, se han realizado estimaciones de la edad del inicio de las Asterales, que oscilan entre 116 Ma y 82Ma. Sin embargo se han encontrado pocos fósiles, del clado Menyanthaceae-Asteraceae en el Oligoceno, unos 29 Ma.
Las pruebas fósiles de las Asterales son escasas y pertenecen a épocas bastante recientes, por lo que la estimación precisa de la edad del orden es bastante difícil. Se conoce un polen del Oligoceno (34 - 23 Ma) para Asteraceae y Goodeniaceae, y semillas del Oligoceno y Mioceno (23 - 5,3 Ma) se conocen para Menyanthaceae y Campanulaceae respectivamente.

## Familias destacadas

### Asteraceae

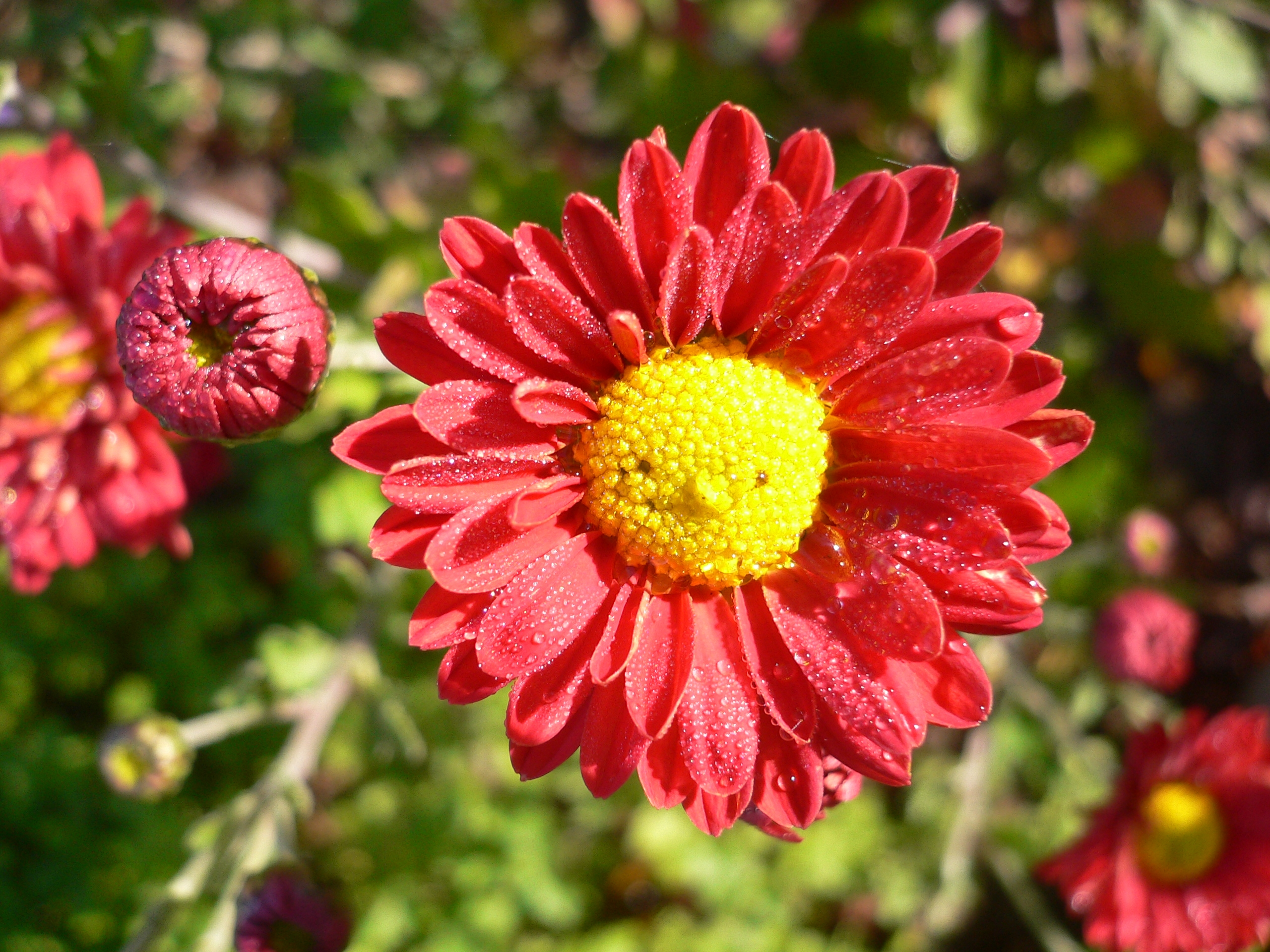
Capítulo heterógamo en Aster, nótense las flores tubulosas centrales, todavía cerradas y de color amarillo, y las flores liguladas de color rojo, en los márgenes de la inflorescencia.

Asteraceae es una gran familia de plantas con flores, con más de 1.600 géneros y 23.600 especies. La única otra familia de plantas con un número comparable de especies es Orchidaceae, del orden Asparagales. Los miembros de Asteraceae están presentes en casi todos los hábitats terrestres, aunque la mayoría son hierbas de regiones templadas y subtropicales. Varias especies están adaptadas a lugares difíciles, como las dunas de arena, las grietas de los acantilados, las laderas de los taludes, los suelos seleníferos, gipsíferos o alcalinos, y los campos o lugares alterados alrededor de las viviendas. Algunas especies son acuáticas. En la mayoría de las regiones templadas, más del 10% de las especies de plantas con flor pertenecen a Asteraceae.
El rasgo general más obvio y destacado de las Asteraceae es que las flores se agrupan característicamente en inflorescencias compactas que se asemejan superficialmente a las flores individuales. Cada una de estas cabezas suele estar rodeada por pequeñas hojas modificadas (brácteas). Además, en más de la mitad de los miembros de la familia, las flores de las filas más externas de la cabeza tienen una corola modificada, principalmente plana y alargada, que se asemeja a un pétalo individual de la mayoría de las otras flores.

### Campanulaceae
Campanulaceae la familia de las campanuláceas tiene una distribución mundial y comprende unos 85 géneros y unas 2.200 especies. También incluye especies que antes se incluían en Lobeliaceae. Las Campanulaceae se reconocen por su látex blanco, sus hojas a menudo bastante blandas y sus flores con un ovario inferior y un mecanismo de polinización por émbolo. Los frutos maduran en forma cápsula o baya, produciendo muchas semillas pequeñas. En las campanillas las flores tienen forma de campana y son radialmente simétricas (todos los pétalos son iguales en forma y tamaño), y las anteras están separadas, con el polen retenido por pelos a lo largo del estilo.

## Importancia económica

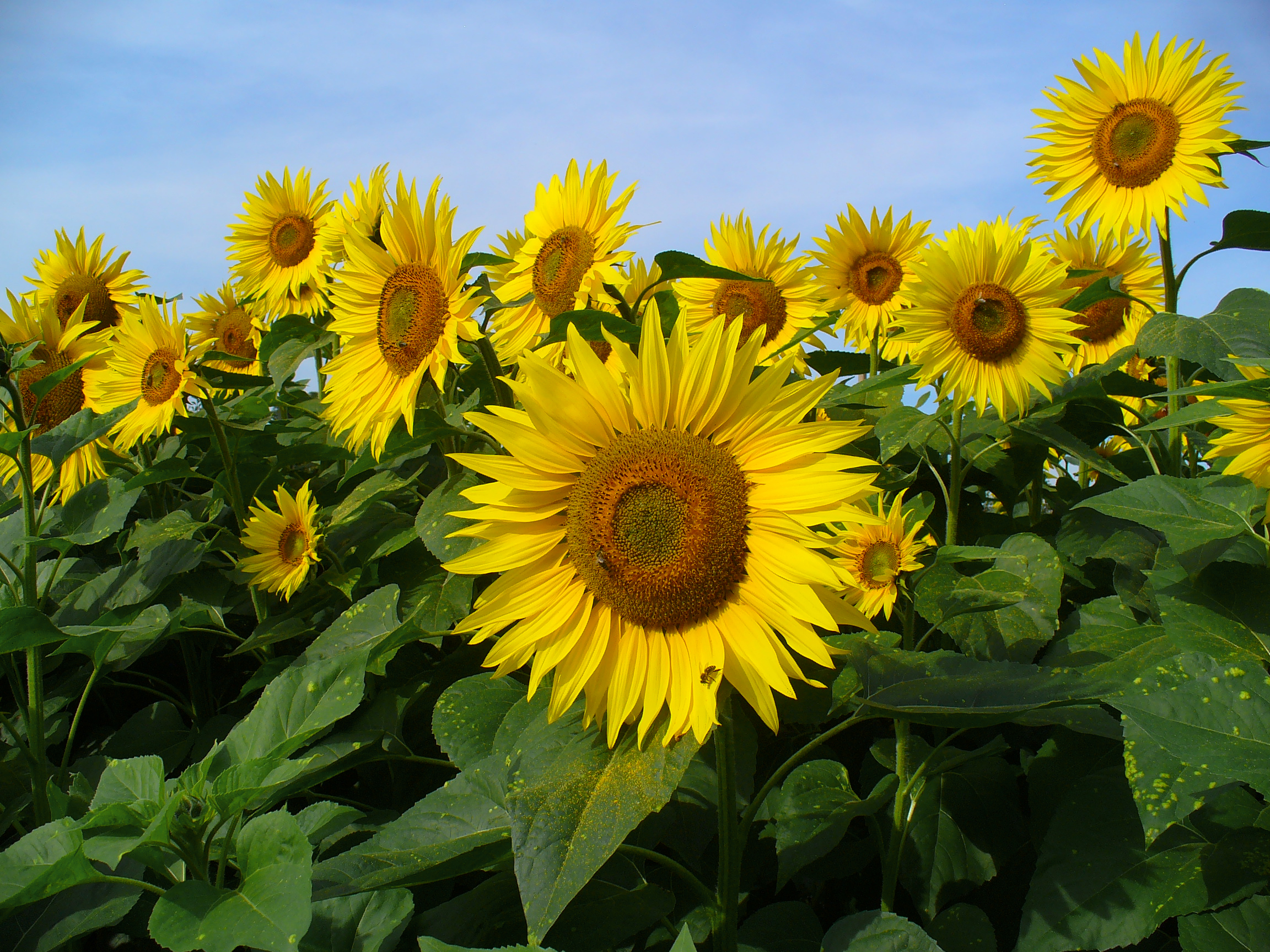
Capítulos de girasol (Helianthus annuus).

Las Asterales, a fuerza de ser un superconjunto de la familia Asteraceae, incluyen algunas especies cultivadas para la alimentación, como el girasol (Helianthus annuus), la lechuga (Lactuca sativa) y la achicoria (Cichorium). Muchas se utilizan también como especias y medicinas tradicionales.
Otras:
- Estragón: utilizado como especia en la comida, especialmente con pollo o pescado
- Achicoria: las raíces se tuestan y se utilizan como alternativa al café; las hojas son comestibles como ensalada.
- Escarola: las hojas son comestibles como ensalada.
- Endivia: las hojas son comestibles como ensalada y se pueden cocer también.
- alcachofa: los brotes inmaduros. Se comen las brácteas involucrales (parte carnosa inferior) y el "corazón" (masa de flechas en disco inmaduras en el centro del capullo)
- Alcachofa de Jerusalén o tupinambo (Helianthus tuberosus, se consume la raíz (tubérculo).

Las Asterales son plantas comunes y tienen muchos usos conocidos. Por ejemplo, el piretro (derivado de los miembros del Viejo Mundo del género Chrysanthemum) es un insecticida natural con un impacto ambiental mínimo. La Aguamiel, derivada de un género que incluye la artemisa, se utiliza como fuente de aromatización para la absenta, un licor clásico amargo de origen europeo.
La familia Campanulaceae contiene algunas plantas comestibles. Todas las plantas del género Campanula, tienen hojas comestibles, y algunas también producen raíces comestibles. La mayoría de ellas se pueden cultivar en un suelo bien drenado, al sol o en semisombra. Una de las más bonitas es la C. versicolor de Europa, cuyas hojas son muy aceptables crudas, y son ricas en vitamina C. También vale la pena probar por sus hojas  C. latifolia y C. persicicfolia. Por su parte C. rapunculoides produce una raíz comestible, aunque esta planta puede ser bastante invasiva. En el género Adenophora estrechamente relacionado con las Campanulas, se destacan A. latifolia y A. ilifolia que producen raíces dulces que se pueden comer crudas o cocidas. Se cultivan fácilmente en una posición cálida y soleada. La Codonopsis es otro pariente de la Campanula, que produce raíces que se pueden comer crudas o cocinadas. Hasta la fecha no hemos tenido mucho éxito con este género, se dice que las plantas prefieren un suelo bien drenado y ligeramente ácido en el sol o la semisombra. Otras plantas comestibles son C. lanceolata, C. ovata y C. pilosula.  Las violas son plantas de jardín y todos los miembros de este género tienen hojas y capullos comestibles, aunque se deben evitar las especies de flores amarillas, ya que pueden ser muy laxantes si se consumen en cantidad. Las hojas, crudas o cocidas, se utilizan a menudo para espesar sopas.

## Etimología
El nombre del orden deriva de un género de la familia Asteraceae (Aster) cuya etimología deriva del griego y significa (en un sentido amplio) 'flor en forma de estrella'. Fue introducido por Carl von Linné, considerado el padre de la moderna clasificación científica de los organismos vivos, pero el nombre era ciertamente conocido desde la antigüedad. Dioscórides, el antiguo médico, botánico y farmacéutico griego que ejerció en Roma en la época del emperador Nerón, se refiere, por ejemplo, a un Astro Ático, una flor probablemente del mismo género.
El nombre científico fue definido por primera vez por el botánico inglés John Lindley en la publicación "Nixus Plantarum - pag.20" de 1833.